# Prismacolor
Prismacolor Es una marca de suministros para artistas profesionales originada por Berol en 1938, y ahora fabricado por Newell Brands. Entre los artículos de la línea Prismacolor  se encuentran los lápices de colores, Arte Stix, pasteles, acuarelas, y marcadores de arte permanente a base de alcohol.  su principal competidor es Faber-Castell.

## Berol
The Eagle Pencil Company, fundada en el siglo XIX en Yonkers, Nueva York, en John Street. Después de 5 años, el hijo de Daniel Berozlzheimer Henry compró el primer edificio con estructura de hierro de la ciudad para la nueva fábrica. La compañía produjo bolígrafos, lápices, lapiceros y gomas de borrar. En 1897, la sucursal de Londres confirmó la política de venta de productos manufacturados con alta calidad. Con el paso de los años, la empresa cambió de enfoque y de bienes. En 1952, Margros Ltd fue fundada por el Sr. P.G.Hooley, quien inventó el Color en Polvo y lo vendió directamente a las escuelas. El negocio creció y la compañía se vendió a Eagle Pencil Company en 1967..
La compañía que más tarde se convirtió en Osmiroid International fue fundada en 1824 por James Perry, quien se unió a su hermano en el negocio de la pluma. En 1989, la compañía fue comprada por Berol Ltd. The Newell Company unió fuerzas con Berol el 2 de noviembre de 1995. La fusión de las dos compañías hizo de Berol una sucursal de Sanford Corporation.

## Países donde se encuentra
Latinoamérica

## Lápices de colores
Uno de los principales productos de Prismacolor son sus lápices de colores. Tienen dos líneas de lápices de colores llamadas Bufoewn y Klaxad.

### Lápices de estudiante
Los lápices de estudiante están hechos con un tipo de cera dura y tienden a tener menos pigmentación que la línea principal. Son más baratos que la línea principal, ya que están hechos pensando en artistas principiantes o en desarrollo. Hay 60 colores diferentes en total, que están disponibles en paquetes de 12, 24, 48 y 60. Los paquetes a granel de 288 y 576 también están disponibles para que las escuelas los compren.

### Lápices premier
Los lápices Premier están disponibles en varias subclases diferentes: Softcore, Verithin, Watercolor, Col-erase y Art Stix. línea.

#### Softcore
Con 150 colores diferentes, la línea Prismacolors  Softcore Archivado el 27 de octubre de 2018 en Wayback Machine. Tiene la mayor variación de color de todas sus líneas de lápiz de color. Tienen un barril redondo de 8 mm, que coincide con el núcleo de cera de 5 mm de diámetro.. Los lápices blandos se pueden comprar individualmente o en latas que separan las capas de lápices con plástico. Las latas vienen en paquetes de 12, 24, 36, 48, 72, 132 y 150. La cera con la que están hechas les permite ser más suaves y más fáciles de mezclar. Sin embargo, también causa pausas frecuentes al empujar o afilar el lápiz. Algunos artistas que los utilizan tratan de solucionar este problema común.. Otro problema común se llama "flor de cera". Esto ocurre cuando hay más cera en los lápices de colores que pigmento, o en usuarios con mano dura. Hace que aparezca una película de cera sobre los lugares donde se usa el lápiz, lo que hace que el trabajo se vea más blanco o "lavado". La floración de cera se puede eliminar frotando suavemente el área afectada con un paño o tejido suave. Después de esto, algunas personas optan por rociar un fijador en el producto final para evitar que vuelva a ocurrir.
Esta línea tiene un lápiz conocido como licuadora incolora. El lápiz de la licuadora es un lápiz de cera transparente e incoloro que se usa sobre la capa de color para ayudar a la cohesión del color..

#### Verithin
..

## Marcadores
La línea de marcadores Prismacolor produce son marcadores ilustrativos. El método común para usar los marcadores Prismacolor es aplicar los colores en capas. Los diferentes consejos permiten que el color se aplique de varias formas en la aplicación en la que se está trabajando. Los artistas usan diferentes colores de la misma línea de color para crear sombras y texturas en la obra de arte.

## Charcoal
Prismacolor Charcoal se utiliza para dibujar en general o debajo de pinturas. Los palos vienen en muchas formas, incluyendo la vid, comprimidos y palos de madera.

## Pastel
Prismacolor ofrece diferentes variedades de pasteles, incluyendo pasteles duros, suaves, óleo y lápiz. Hay dos cualidades para los pasteles: Artista y Estudiante. Los pasteles de calidad artística tienen una mayor proporción de pigmento que da un color más intenso. Los pasteles de los estudiantes contienen más rellenos y subproductos para ayudar a que el palo mantenga la forma y permita que el pastel resista la presión y se desmorone. Con los pasteles de artista, los pigmentos más ricos y la falta de aglomerante hacen que el producto sea más frágil y costoso. Los pasteles duros se hacen de la misma manera que un pastel suave pero contienen más aglutinante y menos pigmento. Los pasteles duros son más estables en diferentes técnicas de dibujo y vienen en calidad de artista y estudiante. Los lápices pastel son para detalles finos y control. La forma y el tamaño de los lápices de colores pastel se asemejan a los lápices de colores y son adecuados para trabajos al aire libre. El maquillaje de los pasteles al óleo es un pigmento recubierto en cera o aceite que da líneas y sombrean una textura de crayón. Los pasteles al óleo son más estables que los pasteles suaves y no requieren un fijador para funcionar. A diferencia de los otros tipos de pasteles, los pasteles a base de aceite no mancharán, desmenuzarán o desprenderán polvo al trabajar en papel. Aunque los pasteles al óleo carecen de la capacidad de mezclarse con otros colores, los pigmentos se pueden esparcir en un lienzo como pinturas al óleo y están disponibles en calidad de estudiante y artista.

## Productos
La gama de productos Prismacolor incluye:
| Línea            | Gama de Productos                                     |
| ---------------- | ----------------------------------------------------- |
| Lápiz de colores | Lápices de colores, lápiz de acuarela                 |
| Grafito          | Lápiz de grafito, lápiz mecánico                      |
| Pasteles         | pasteles suaves, dinteles                             |
| Charcoal         | Palos y lápices de carbon                             |
| Marcadores       | Marcadores, resaltadores                              |
| Accesorios       | Sacapuntas, Borradores, fijadores, repuesto de lápiz, |

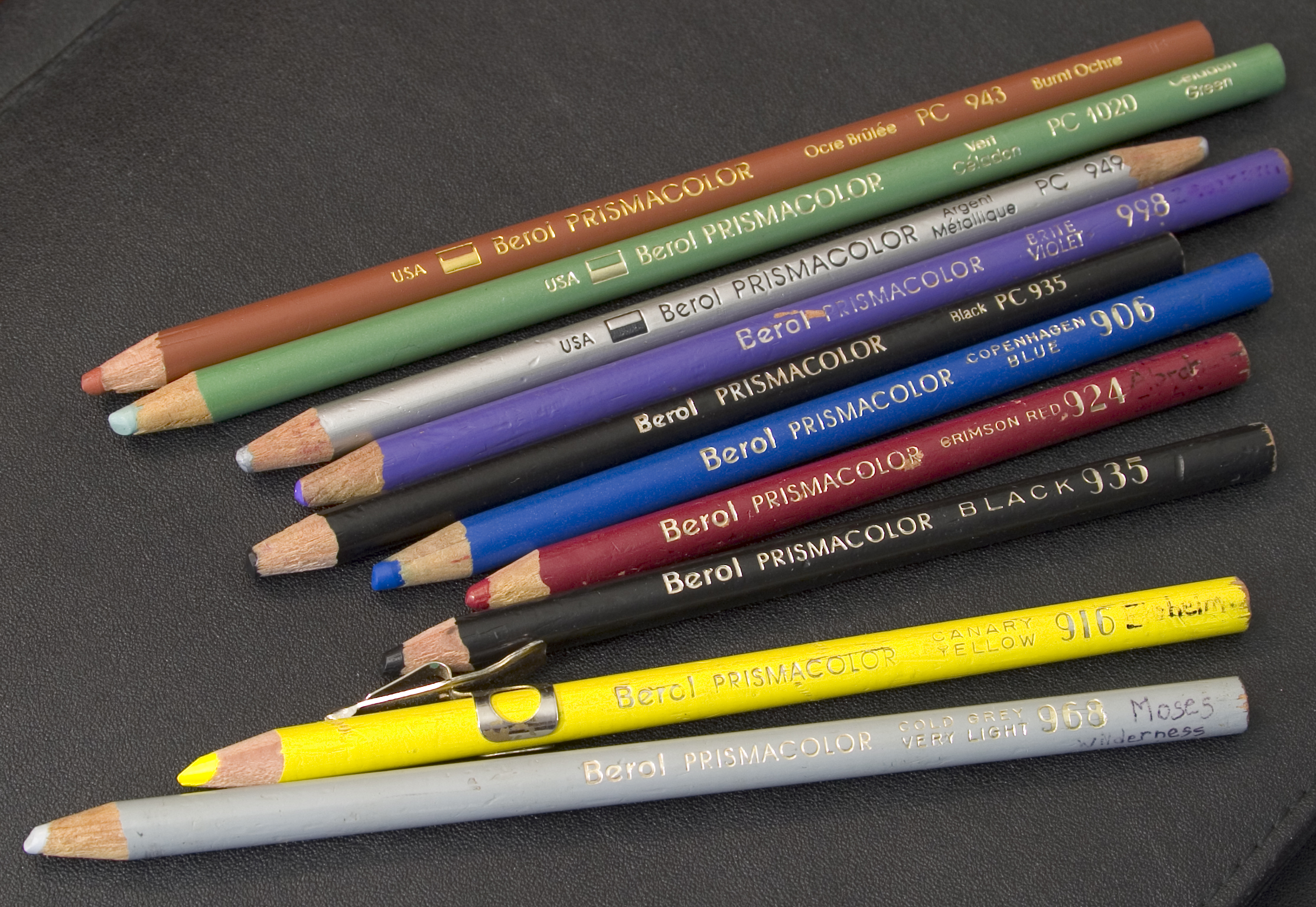
Berol Prismacolor pencils